# Автомобільний генератор
Генератор — основне джерело електричної енергії в автомобілі — слугує для живлення всіх споживачів і заряджання акумуляторної батареї при середній та великій частоті обертання колінчастого вала.

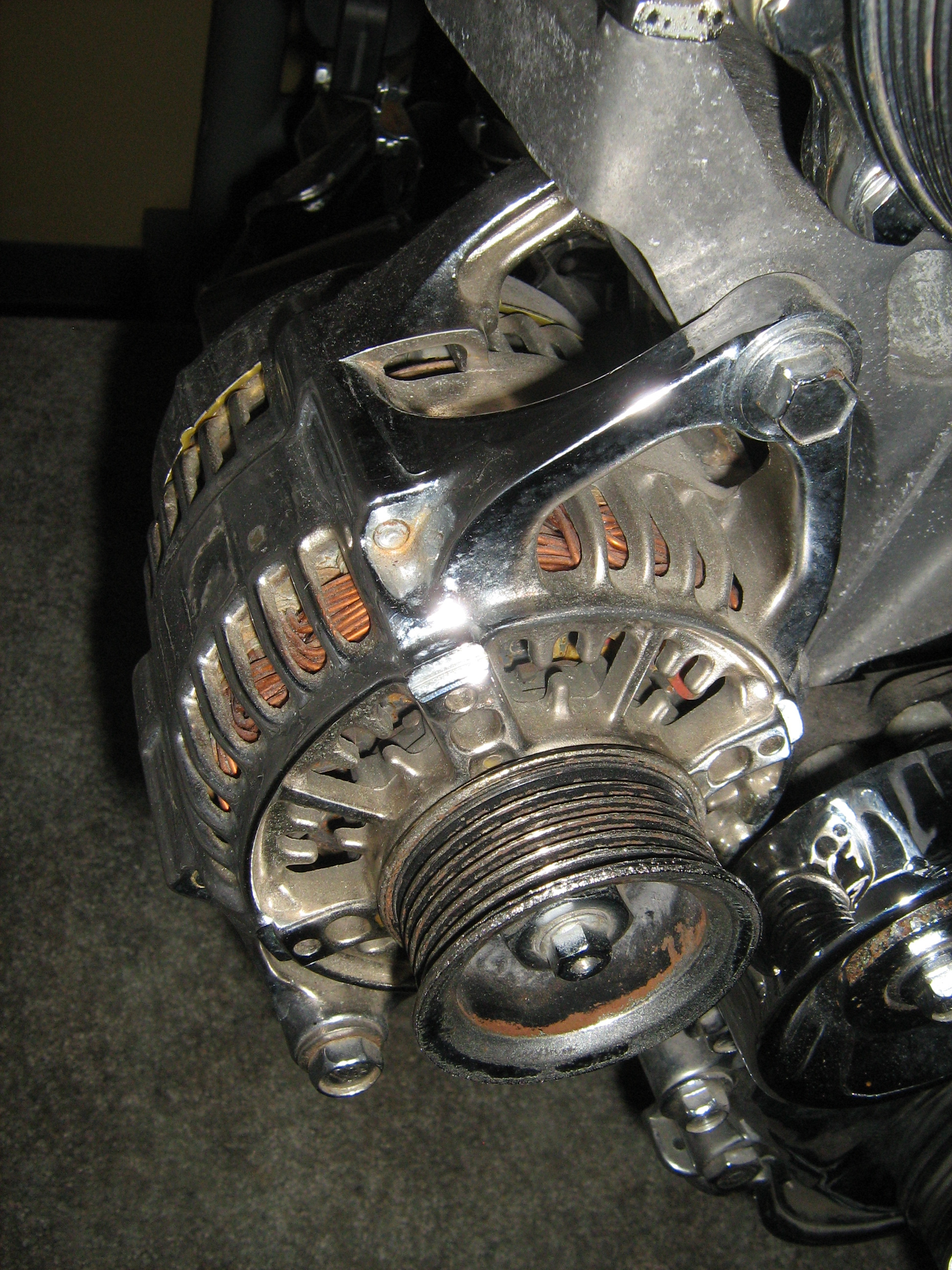
Сучасний автомобільний генератор змінного струму. Привідний ремінь знятий.

Генератор грає одну з особливих ролей в автомобілі — виробляє електроенергію з механічною. Передача такої енергії здійснюється за допомогою приводного ременя.
Існує два типи автомобільних генераторів:
- Автомобільний генератор змінного струму
- Автомобільний генератор постійного струму

## Автомобільний генератор змінного струму
На сучасних автомобілях встановлюються трифазні генератори змінного струму з випрямлячами на кремнієвих діодах.
Після вмикання запалювання струм від акумуляторної батареї надходить в обмотку збудження, встановлену на роторі генератора. Під час обертання ротора його магнітний потік перетинає витки обмоток статора, й у них індукується змінний струм, який потім випрямляється й подається в зовнішнє коло. Коли напруга, яку виробляє генератор, перевищуватиме напругу акумуляторної батареї, струм від генератора піде на заряджання батареї та живлення інших споживачів системи електрообладнання. В обмотку збудження генератора в цей час струм також надходить від генератора, а не від акумуляторної батареї.
Напруга генератора зі збільшенням частоти обертання колінчастого вала двигуна і зв'язаного з ним ротора генератора зростає й може досягти значення, за якого порушується нормальна робота всіх приладів електрообладнання. Для підтримання напруги генератора в певних межах на автомобілях у кришку генератора (здебільшого з боку контактних кілець) вбудовано інтегральний нерозбірний регулятор напруги (7). Всі елементи регулятора змонтовано на металевій основі, залито герметиком і закрито кришкою. Для з'єднання з генератором регулятор має два виводи у вигляді жорстких пластин. Мінусовий затискач виведено через корпус регулятора на масу генератора. Конструкція щіткотримача й кришки така, що обидві щітки генератора ізольовано від маси.
У разі збільшення частоти обертання ротора, коли напруга генератора перевищить 13,5… 14,5 В, за допомогою регулятора напруги припиняється надходження струму в обмотку збудження ротора. Внаслідок цього напруга генератора спадає, регулятор знову пропускає струм в обмотку збудження, й процес повторюється. Завдяки великій частоті перебігу цього процесу напруга генератора залишається практично сталою в межах 13,5… 14,5 В. Коли частота обертання колінчастого вала двигуна велика й напруга генератора нижча від 14…15 В, струм в обмотку збудження надходить, минаючи додатковий резистор (опір). Коли напруга генератора підвищиться до 14… 15 В, резистор умикається в коло обмотки збудження, внаслідок чого її опір збільшується, зменшуються сила струму в ній і створюване ним магнітне коло. Як наслідок, знижується напруга генератора, додатковий резистор вимикається, після чого процес повторюється.
Завдяки періодичному вмиканню додаткового резистора в коло обмотки збудження її вимиканню його напруга генератора підтримується сталою в заданих межах незалежно від частоти обертання колінчастого вала двигуна. Вона визначається співвідношенням часу замкненого й розімкненого станів контактів регулятора напруги (вібраційний регулятор) або відкритого й закритого станів транзистору (транзисторний регулятор).

### Будова
Статор виготовляють у вигляді кільця з окремих сталевих пластин, ізольованих одна від одної лаком. На його внутрішній поверхні є обмотка, яку розподілено на три фази, розташовані під кутом 120° одна відносно одної. Кожна фаза утворюється з шести котушок. Котушки однієї фази з'єднані між собою послідовно, а групи котушок — зіркою, тобто одні кінці трьох груп з'єднані між собою, а інші — виводяться в коло.
Ротор складається з вала, втулки, на якій встановлена обмотка збудження, і шести пар полюсів, що створюють магнітне поле. На валу ротора встановлено два контактних кільця, через які в обмотку збудження подається електричний струм. По контактних кільцях ковзають мідно-графітові щітки. Ротор обертається в шарикових підшипниках, установлених у кришках статора. Задля запобігання перегріву у генератор встановлюють вентилятор. Генератор кріпиться до двигуна за допомогою нижнього кронштейна та верхньої натяжної планки з лівого або з правого боку.
Випрямляч: для випрямлення змінної напруги в корпусі генератора вмонтовано 6 кремнієвих діодів, по 2 на кожну фазу. У деяких моделях генераторів ще встановлюють паралельно до діодів конденсатор.